# دانشگاه پلی تکنیک تورین در تاشکند
دانشگاه پلی تکنیک تورین در تاشکند (به ازبکی: Turin Polytechnic University in Tashkent) یک دانشگاه در ازبکستان است که در تاشکند واقع شده است.